# کارنیسم
کارنیسم (به انگلیسی: Carnism) مفهومی است که در بحث‌های مربوط به رابطهٔ انسان با سایر حیوانات مورد استفاده قرار می‌گیرد. این مفهوم به عنوان یک ایدئولوژی غالب تعریف می‌شود که در آن افراد از استفاده و مصرف محصولات حیوانی، به ویژه گوشت، حمایت می‌کنند. کانیسم به عنوان یک نظام اعتقادی مسلط معرفی شده که توسط مجموعه‌ای از مکانیسم‌های دفاعی و مفروضات عمدتاً بدون چالش حمایت می‌شود.
واژهٔ کارنیسم در سال ۲۰۰۱ توسط روان‌شناس اجتماعی و نویسندهٔ «ملانی جوی» ابداع شد و از طریق کتاب او  «چرا سگ‌ها را دوست داریم، خوک‌ها را می‌خوریم و گاوها را می‌پوشیم»  (۲۰۰۹) به شهرت رسید.
عنصر مرکزی این ایدئولوژی پذیرش گوشت به عنوان «طبیعی»، «عادی»، «ضروری» و (گاهی) «دلپذیر» است که به عنوان «چهار N» شناخته می‌شود. (واژگان اصلی به ترتیب: "natural", "normal", "necessary", "nice") یکی از ویژگی‌های مهم کارنیسم، دسته‌بندی خاصی از گونه‌های حیوانی به‌عنوان غذا است و پذیرش رفتارهایی نسبت به این حیوانات که در مورد گونه‌های دیگر به‌عنوان ظلم غیرقابل قبول تلقی می‌شود.
این دسته‌بندی وابسته به فرهنگ است؛ به‌عنوان مثال، در کره برخی افراد سگ‌ها را می‌خورند، در حالی که در غرب این حیوانات به‌عنوان حیوان خانگی نگهداری می‌شوند. همچنین، گاوها در غرب مصرف می‌شوند، اما در بخش‌هایی از هند تحت محافظت قرار دارند.

## تاریخ
رنن لارو، پژوهشگر ادبی، با بررسی تاریخ گیاه‌خواری و مخالفت با آن از یونان باستان تا عصر حاضر، به برخی اشتراکات در آنچه که به عنوان استدلال‌های کانیستی توصیف می‌کند، دست یافت. به گفتهٔ او، کارنیست‌ها معمولاً بر این باورند که گیاه‌خواری یک ایدهٔ مضحک و بی‌ارزش برای توجه است، اینکه انسان به موجب قدرت الهی بر حیوانات سلطه دارد، و اینکه پرهیز از خشونت علیه حیوانات می‌تواند تهدیدی برای انسان‌ها باشد.
او دریافت که دیدگاه‌هایی مانند اینکه حیوانات پرورشی رنج نمی‌برند و اینکه کشتار آن‌ها بهتر از مرگ بر اثر بیماری یا شکار شدن است، در قرن نوزدهم رواج یافت. با این حال، دیدگاه نخستین پیشینه‌ای در نوشته‌های پورفیریوس، فیلسوف گیاه‌خوار، داشت که از تولید انسانی محصولات حیوانی حمایت می‌کرد—محصولاتی که نیازی به کشتار حیوانات ندارند، مانند پشم.
در دههٔ ۱۹۷۰، دیدگاه‌های سنتی دربارهٔ جایگاه اخلاقی حیوانات توسط مدافعان حقوق حیوانات به چالش کشیده شد. از جمله ریچارد رایدر، روان‌شناس، که در سال ۱۹۷۱ مفهوم گونه‌پرستی (Speciesism) را معرفی کرد. این مفهوم به تخصیص ارزش و حقوق به افراد صرفاً بر اساس عضویت آن‌ها در یک گونهٔ خاص اشاره دارد.
در سال ۲۰۰۱، ملانی جوی، روان‌شناس و فعال حقوق حیوانات، اصطلاح کارنیسم (Carnism) را برای نوعی از گونه‌پرستی مطرح کرد که به باور او، زیربنای استفاده از حیوانات برای غذا، به‌ویژه کشتار آن‌ها برای مصرف گوشت است. جوی کارنیسم را با پدرسالاری مقایسه می‌کند و استدلال می‌کند که هر دو ایدئولوژی‌های غالب و هنجاری هستند که به دلیل فراگیری‌شان اغلب نادیده گرفته می‌شوند.

ما خوردن گوشت را مانند گیاه‌خواری به‌عنوان یک انتخاب نمی‌بینیم—انتخابی که بر اساس مجموعه‌ای از فرضیات دربارهٔ حیوانات، جهان و خودمان شکل گرفته باشد. بلکه آن را امری بدیهی می‌دانیم، چیزی «طبیعی»، «عادی»، و «ضروری» که همیشه این‌گونه بوده و همیشه این‌گونه خواهد بود. ما حیوانات را بدون فکر کردن به آنچه انجام می‌دهیم و چرایی آن مصرف می‌کنیم، زیرا نظام اعتقادی که زیربنای این رفتار را تشکیل می‌دهد، نامرئی است.
این نظام اعتقادی نامرئی همان چیزی است که من کارنیسم می‌نامم.

ساندرا مالکه استدلال می‌کند که کارنیسم «محور مرکزی گونه‌پرستی» است، زیرا مصرف گوشت باعث ایجاد توجیه ایدئولوژیک برای سایر اشکال بهره‌کشی از حیوانات می‌شود.
در مقابل، گری فرانسیونه، فعال لغو بهره‌کشی از حیوانات، با این دیدگاه مخالفت می‌کند و معتقد است که کارنیسم یک ایدئولوژی پنهان نیست، بلکه یک انتخاب آگاهانه است. به نظر او، برخی حیوانات به‌عنوان غذا و برخی دیگر به‌عنوان اعضای خانواده دیده می‌شوند، زیرا انسان‌ها غیرانسان‌ها را به‌عنوان دارایی در نظر می‌گیرند و می‌توانند آن دارایی را به هر شکلی که بخواهند ارزش‌گذاری کنند.